# CERT-IST
 (octobre 2023).
Le CERT-IST, pour Computer Emergency Response Team - Industrie, Services et Tertiaire est un centre d'alerte et de réaction aux attaques informatiques destiné aux entreprises françaises. Il est membre du Forum of incident reponse and security teams (FIRST) et possède un certain nombre[évasif] de partenaires aux niveaux français et européen. Il a été fondé en 1999 et possède le statut d'association loi de 1901.